# Daimler L21
Die Daimler L21 oder Daimler-Klemm L21 war ein leichtes zweimotoriges, einsitziges Hochdecker-Sportflugzeug, das in Deutschland gebaut wurde.

## Entwicklung
Hanns Klemm konstruierte die L21 für den „Deutschen Rundflug 1925 um den BZ-Preis der Lüfte“. Da für diesen anfangs nur Flugzeuge mit einer Motorleistung ab 40 PS zugelassen wurden, ihm aber nur der Daimler-Antrieb F 7502 mit 20 PS zur Verfügung stand, legte er die in Holzbauweise angefertigte L21 zweimotorig aus. Als Basis für die Daimler L21 verwendeten Hanns Klemm und Martin Schrenk die einmotorige Daimler L17 aus dem Versuchsprogramm. Daimler stellte ihm zwei Flugmotorenpaare mit entgegengesetzt drehenden Luftschrauben zur Verfügung. Zwei Exemplare wurden gebaut und als D–622 und D–623 registriert. Mittlerweile waren für den Wettbewerb drei Leistungsklassen für die teilnehmenden Luftfahrzeuge gebildet und Flugzeuge unter 40 PS zugelassen worden. Die L21 startete in der Gruppe A bis 40 PS. Sieger wurde Bruno Loerzer mit der D–623. Daimler erhielt für den besten deutschen Motor den Richthofen-Preis.
Die beiden Daimler L21 blieben Einzelstücke. Der Serienbau eines zweimotorigen Flugzeugs widersprach der Idee des preisgünstigen Volksflugzeugs, das Hanns Klemm mit seiner Idee vom Leichtflugzeug umsetzen wollte und mit der einmotorigen Daimler L20 bereits realisiert hatte. Das Siegerflugzeug des Deutschen Rundflugs von 1925 blieb im Klemmwerk in Böblingen noch bis in die 40er Jahre erhalten und wurde bei einem Bombenangriff im Oktober 1943 zerstört.

## Technische Daten
| Kenngröße                   | Daten |
| --------------------------- | --- |
| Besatzung                   | 2 |
| Länge                       | 5,40 m |
| Spannweite                  | 10,80 m |
| Höhe                        | 2,22 m |
| Flügelfläche                | 13,10 m² |
| Flügelstreckung             | 8,9 |
| Leermasse                   | 365 kg |
| Startmasse                  | 475 kg |
| Triebwerk                   | 2 × luftgekühlter Zweizylinder-Boxermotor Mercedes F 7502 mit Untersetzungsgetriebe und Zweiblatt-Holzluftschraube (Ø 1,85 m) |
| Startleistung Dauerleistung | je 20 PS (15 kW) bei 3000/min 18 PS (13 kW) bei 2800/min                                                                      |
| Höchstgeschwindigkeit       | 130 km/h |
| Reisegeschwindigkeit        | 110 km/h |
| Landegeschwindigkeit        | ca. 80 km/h |
| Mindestgeschwindigkeit      | 80 km/h |
| Steiggeschwindigkeit        | 100 m/min |
| Steigzeit                   | 10 min auf 1000 m Höhe |
| Gipfelhöhe                  | 3500 m |
| Reichweite                  | max. 300 km |